# Fernando (ur. 1978)
Fernando Almeida de Oliveira (ur. 18 czerwca 1978) – brazylijski piłkarz występujący na pozycji pomocnika. W latach 1996–2010 występował w klubach Vitória, Kashima Antlers, Cruzeiro EC, Asz-Szabab Rijad, Athletico Paranaense i Al Ahli Ad-Dauha.